# Temptation
Temptation (с англ. «Искушение») — альбом гитариста Романа Мирошниченко, вышедший в 2009 году.

## Об альбоме
- «Temptation» примечателен тем, что в его основе лежит смесь фольклора народов Европы и Азии с концепцией джазовой импровизации. В записи альбома использовались как электронные, так и акустические инструменты.
- В 2011 году номинирован на лучший альбом года в категории «World Beat» американской премии 10th Annual Independent Music Awards[1].
- Трек «Unforgiven» победитель в категории Best World Traditional Song[2] американской премии 9th Annual The Independent Music Awards[англ.] 2010[3], членами жюри которого были Том Уэйтс, Сюзанна Вега, Ли Райтнаур, Дэвид Гарретт. Также он стал победителем народного голосования People VOX POP Choice[4] премии 9th Annual The Independent Music Awards в номинации Best World Traditional Song.
- Трек «Temptation» вошёл в топ-25 хит-парада Jazz Downloads крупнейшего джазового ресурса All About Jazz.
- Альбом фигурировал в списке Top Sellers крупнейшего американского дистрибьютора CD Baby.
- С июля 2012 года трек «Heart Of Earth» в постоянной ротации радиостанции «Релакс FM», РФ
- С Мая 2012 года треки «Temptation» и «Unforgiven» в постоянной ротации итальянской радиостанции «Radio Punto Stereo».
- В январе 2012 года альбом переиздан на немецком лейбле 7Jazz, входящего в холдинг 7US, с дистрибуцией по странам Европы.[5]

## Отзывы об альбоме
«Хорошая работа! Отличные идеи! Мне лестно видеть своё влияние в реализации его музыкальных идей».Эл Ди Меола, комментируя альбом Романа Мирошниченкро «Temptation» , 2010 г.
«Свежие идеи, энергетика и более чем внушительная техника Романа Мирошниченко помогают взлететь его фантазии ещё выше сложных ритмов и гармоний. Это действительно поразительный аспект современного развития гитары, что молодой русский музыкант смог искренне охватить испанскую культуру с такой точностью».Ларри Кориелл, в рецензии на альбом Романа Мирошниченкро «Temptation» , 2010 г.
«Я очень горжусь что принял участие в великолепной работе Романа, его альбоме «Temptation». Он один из лучших музыкантов, которых я когда-либо встречал! Таких музыкантов как Роман — один на миллион!».Daniel Figueiredo, музыкальный продюсер, обладатель премии «Latin Grammy».
Роман — феноменальный акустический гитарист. Его стиль напоминает великого Эла Ди Меолу, но несомненно, Роман имеет свой собственный и очень особенный почерк. Его альбом 'Temptation' — подтверждение его мастерства».британский гитарный портал "Acoustic Guitar Workshop", апрель 2010г.

## Список композиций
1. Unforgiven — 3:57
2. In 2 the… — 1:40
3. Some People — 5:16
4. Temptation — 3:59
5. Xekere — 4:06
6. Winter Etude — 3:44
7. Ardour — 4:40
8. Afrodita — 2:34
9. Elegeos — 4:48
10. Heart of Earth — 4:09
11. Guitango — 3:46
12. ROMANce [bonus track] — 3:34

Музыка
- 2, 4, 6, 7 — Мирошниченко
- 1, 3 — Мирошниченко/Николай Ростов
- 5 — Daniel Figueiredo
- 8 — Леонид Атабеков
- 9 — Леонид Атабеков/аранжировка — Мирошниченко
- 10 — Сергей Филатов
- 11 — Hernan Romero
- 12 — Д.Бриль/Р.Мирошниченко

## Участники записи
- Роман Мирошниченко — гитары Wechter Florentine, Ovation Custom Legend, Gibson Les paul Standard, гитарные синтезаторы Roland VG88 & GR33, бас, кахон, claps, tarbuka, монтаж лупов
- Frank Colon — перкуссия
- Daniel Figueiredo — бас-гитара
- Clive Stevens — сопрано-саксофон
- Michael Grossman — фортепиано
- Henrik Andersen — гитара, вокал, ситар, арфа, konnakol vocal
- Hernan Romero — Conde Hermanos акустическая гитара
- IKA — вокал, тексты
- Николай Ростов — клавишные, программирование
- Сергей Филатов — электропианино
- Леонид Атабеков — клавишные, программирование
- Галина Мишустина — вокал

## Интересные факты
- Треки "Guitango" и "Xekere" записаны путём обмена сессиями через файлообменники интернета. Автор трека "Guitango", исполнитель партии фламенко-гитары Hernan Romero и Роман Мирошниченко познакомились в реале спустя полгода после выхода альбома в свет.